# Saió
El saió (plural saions, llatí: Saionii) era el servidor d'un magnat visigot, que administrava un lot de terra dins els dos terços d'hisenda que corresponien a cada magnat visigot, i per concessió d'aquest. Té el mateix origen etimològic que «saig».